# Пусловский, Вандалин
Вандалин Пусловский (1814—1884) — землевладелец и промышленник Российской империи из польского дворянского рода Пусловских. Известен как коллекционер книг, нумизмат и меценат. Владелец поместья Коссово Слонимского уезда.

## Биография
Был сыном Войцеха Пусловского и Юзефы Друцкой-Любецкой, имел старшего брата Франциска Ксаверия (1806—1874). Им с братом папа Пий IX даровал в 1869 году графское римское достоинство; в 1874 году, когда римские владения папы были утрачены, дал им новую грамоту, которая не признавалась в России, несмотря на что братьев продолжали титуловать графами.
Между прочим, унаследовал от отца поместье Дворище.
Построил фабрику сукна в Хомске. Это была первая фабрика с паровым двигателем на Полесье.
В Коссово по его инициативе построен в 1838 году неоготический дворец по проекту Франтишка Ящольда.
На протяжении своей жизни комплектовал значительное книжное собрание, в котором доминировало историческое направление, в имении Мерачёвщина.
После смерти брата Франциска Ксаверия владел Круликарней.

## Семья
Жена — Ядвига Голомбек-Езерская. Дочери Геновефа (1852—1935, замужем за А. С. Платер-де-Броелем) и Марта (1859—1943, замужем за Казимиром Красинским).